# Arrondissement de Zauch-Belzig

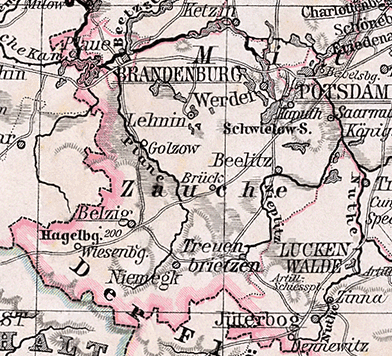
Le territoire de l'arrondissement en 1905

L'arrondissement de Zauch-Belzig, est un arrondissement de la province prussienne de Brandebourg et de l'état de Brandebourg de la zone d'occupation soviétique puis de la RDA de 1817 à 1952.
Le 1er janvier 1945, l'arrondissement de Zauch-Belzig comprend les six villes de Beelitz, Belzig, Brück, Niemegk, Treuenbrietzen et Werder (Havel), 144 autres communes et le district de domaine de Forst Lehnin. 
Aujourd'hui, l'ancien arrondissement appartient à l'arrondissement de Potsdam-Mittelmark.

## Histoire

### Royaume de Prusse / État libre de Prusse
Dans les réformes administratives prussiennes après le Congrès de Vienne, l'arrondissement de Zauch-Belzig est créé avec effet au 1er avril 1817 dans le district de Potsdam dans la province de Brandebourg, appelée depuis 1939 "Marche de Brandebourg",. L'arrondissement comprend
- l'ancien arrondissement de Zauche (de) sans le petit pays de Bärwalde (de), qui devient une partie du nouveau arrondissement de Jüterbog-Luckenwalde, et
- l'ancien bureau saxon de Belzig (de), qui ne devientune partie de la Prusse qu'en 1815.

Le bureau de l'arrondissement est dans la ville de Belzig.
Le 21 juillet 1875, le district du domaine de Graenert est transféré de l'arrondissement de Zauch-Belzig à l'arrondissement de Jerichow II (de) dans la province de Saxe, district de Magdebourg. Le 1er avril 1926, les districts de domaine de Plantagenhaus (partiellement), Potsdam-Gut et Tornow de l'arrondissement de Zauch-Belzig sont incorporés dans l'arrondissement urbain de Potsdam.
Le 30 septembre 1929, une réforme territoriale a lieu dans l'arrondissement de Zauch-Belzig, comme dans le reste de l'État libre de Prusse, au cours de laquelle presque tous les districts de domaine sont dissous et attribués aux communes voisines.
Le 1er octobre 1937, la commune de Wilhelmsdorf de l'arrondissement de Zauch-Belzig est intégrée à l'arrondissement urbain de Brandebourg-sur-la-Havel. Le 1er avril 1939, la commune de Bergholz-Rehbrücke de l'arrondissement de Zauch-Belzig rejoint l'arrondissement urbain de Potsdam.
Lors de la bataille de Berlin en avril 1945, l'arrondissement est occupé par l'Armée rouge.

### Zone d'occupation soviétique / République démocratique allemande
La loi sur la modification pour l'amélioration des frontières des arrondissements et des communes du 28 avril 1950 réduit la taille de l'arrondissement de Zauch-Belzig. Les communes de Göttin et Schmerzke sont incorporés à l'arrondissement urbain de Brandebourg, la commune de Wilhelmshorst à l'arrondissement urbain de Potsdam, les communes d'Alt Töplitz, Göttin, Leest et Neu Töplitz à l'arrondissement d'Havelland-de-l'Est (de) et la commune de Schiaß à l'arrondissement de Teltow (de). La commune de Boßdorf change également d'État et rejoint l'arrondissement de Wittemberg (de) en Saxe-Anhalt.
Lors de la grande réforme administrative de 1952, l'arrondissement de Zauch-Belzig est essentiellement divisé entre les arrondissements de Belzig (de), Brandebourg (de) et Potsdam (de). Certaines communes sont transférées dans les arrondissements de Jüterbog (de) et de Luckenwalde (de).

### République fédérale d'Allemagne
L'ancienne zone de l'arrondissement appartient désormais principalement à l'arrondissement de Potsdam-Mittelmark.

## Constitution communale jusqu'en 1945
Depuis le XIXe siècle, l'arrondissement de Zauch-Belzig est divisé en villes, en communes rurales et en districts de domaine. Avec l'introduction de la loi constitutionnelle prussienne sur les communes du 15 décembre 1933 ainsi que le code communal allemand du 30 janvier 1935, le principe du leader est appliqué au niveau municipal. Une nouvelle constitution d'arrondissement n'est plus créée; Les règlements de l'arrondissement pour les provinces de Prusse-Orientale et Occidentale, de Brandebourg, de Poméranie, de Silésie et de Saxe du 19 mars 1881 restent applicables.

## Évolution de la démographie
| Année | Habitants | Source |
| ----- | --------- | ------ |
| 1816  | 41 415    | [ 3 ]  |
| 1846  | 58 868    | [ 4 ]  |
| 1871  | 68 064    | [ 5 ]  |
| 1890  | 77 105    | [ 6 ]  |
| 1900  | 80 651    | [ 6 ]  |
| 1910  | 88 559    | [ 6 ]  |
| 1925  | 92 266    | [ 6 ]  |
| 1933  | 98 378    | [ 6 ]  |
| 1939  | 108 855   | [ 6 ]  |
| 1946  | 134 652   | [ 7 ]  |

## Administrateurs de l'arrondissement
| Mandat                  | Nom                                                     |
| ----------------------- | ------------------------------------------------------- |
| 1816–1828               | Rochus von Rochow (de)                                  |
| 1828–1852               | Heinrich Friedrich Levin von Tschirschky und Bögendorff |
| 1852–1861               | Otto Julius von Tschirschky und Bögendorff (de)         |
| 1861–1897               | Rudolf von Stülpnagel (de)                              |
| 1898–1918               | Bernhard Hans Levin von Tschirschky und Bögendorff      |
| 1919–1921               | Werner Freund                                           |
| 1921–1933               | Edmund Bohne (de)                                       |
| 1933/34                 | Hans Christoph von Werder (de)                          |
| 1935–1939               | Waldemar Vöge                                           |
| 1939–avril 1945         | Otto Wegner                                             |
| (12-20 mai 1945)        | Alfred Beiersdorff (*)                                  |
| (mai/juin 1945)         | Otto Lange (*)                                          |
| Juin-octobre 1945       | Friedrich Menz (KPD)                                    |
| Octobre 1945-mai 1946   | Karl Vogt (de) (KPD/SED)                                |
| Juin 1946-décembre 1950 | Richard Sydow (SED)                                     |
| 1951/52                 | Antonie Stemmler (SED)                                  |

(*) en tant que maire de Belzig en même temps administrateur de l'arrondissement par intérim

## Villes et communes

### Situation en 1945
En 1945, les villes et communes suivantes appartiennent à l'arrondissement de Zauch-Belzig :
| - Alt Töplitz - Baitz - Beelitz, ville - Belzig, ville - Benken - Bergholz b. Belzig - Bliesendorf - Bochow - Borkheide - Borkwalde - Borne - Boßdorf - Brachwitz - Brück, ville - Buchholz b. Niemegk - Buchholz b. Treuenbrietzen - Busendorf - Cammer - Caputh - Dahnsdorf - Damelang - Damsdorf - Deetz - Derwitz - Deutsch Bork - Dietersdorf - Dippmannsdorf - Elsholz - Emstal - Ferch - Fredersdorf - Freienthal - Fresdorf - Garrey - Glindow - Göhlsdorf - Gollwitz - Golzow | - Gömnigk - Göttin a./Havel - Göttin b. Brandenburg (Havel) - Götz - Grabow - Grebs - Groß Briesen - Groß Kreutz - Groß Marzehns - Grubo - Grüneiche - Hagelberg - Haseloff - Hohenwerbig - Jeserig b. Brandenburg (Havel) - Jeserig b. Treuenbrietzen - Jeserig b. Wiesenburg - Jeserigerhütten - Kähnsdorf - Kanin - Kemnitz - Klaistow - Klein Glien - Klein Marzehns - Klepzig - Körzin - Krahne - Kranepuhl - Krielow - Kuhlowitz - Langerwisch - Leest - Lehnin - Lehnsdorf - Linthe - Lobbese - Locktow - Lübnitz | - Lucksfleiß - Lüdendorf - Lühnsdorf - Lühsdorf - Lüsse - Lütte - Medewitz - Medewitzerhütten - Michelsdorf - Michendorf - Mörz - Mützdorf - Nahmitz - Neschholz - Netzen - Neu Töplitz - Neuehütten - Neuendorf b. Brück - Neuendorf b. Niemegk - Neuseddin - Nichel - Niebel - Niebelhorst - Niederwerbig - Niemegk, ville - Pernitz - Pflügkuff - Phöben - Plessow - Plötzin - Preußnitz - Prützke - Raben - Rädel - Rädigke - Ragösen - Reesdorf - Reckahn | - Reetz - Reetzerhütten - Reppinichen - Rieben - Rietz b. Brandenburg (Havel) - Rietz b. Treuenbrietzen - Rottstock - Saarmund - Salzbrunn - Schäpe - Schenkenberg - Schiaß - Schlalach - Schlamau - Schlunkendorf - Schmergow - Schmerzke - Schönefeld - Schwanebeck - Seddin - Stücken - Trebitz - Trechwitz - Tremsdorf - Treuenbrietzen, ville - Weitzgrund - Werder (Havel), ville - Wiesenburg/Mark - Wildenbruch - Wilhelmshorst - Wittbrietzen - Wust - Zauchwitz - Zeuden - Zixdorf - Ziezow |

De plus, il y a encore le district de domaine de Forst Lehnin en 1945.
Après la Seconde Guerre mondiale, les localités d'Alt Bork, Fichtenwalde et Oberjünne sont érigées en communes indépendantes.

### Communes dissoutes avant 1945
- Bergholz-Rehbrücke, le 1er avril 1939 à Potsdam
- Kammerode, le 1er janvier 1926 à Ferch
- Alt Langerwisch et Neu Langerwisch, fusionnent le 1er avril 1938 pour former la commune de Langerwisch
- Mittelbusch, le 1er janvier 1926 à Ferch
- Petzow, le 1er avril 1939 à Werder (Havel)
- Sandberg, le 1er avril 1914 à Belzig
- Spring, 1928 à Wiesenburg/Mark
- Welsigke, le 1er janvier 1926 à Grubo
- Wilhelmsdorf, le 1er octobre 1937 à Brandebourg-sur-la-Havel

### Changements de nom
- Bergholz b. Potsdam, renommé le 16 juillet 1934 Bergholz-Rehbrücke
- Lotzschke, rebaptisé le 20 octobre 1937 Lehnsdorf d'après le "Wüsten Feldmark Lehnsdorf" à l'ouest de la ville
- Schwina, renommé le 20 octobre 1937 Emstal
- Wendisch Bork, localité rebaptisée le 9 octobre 1937 Alt Bork, en même temps toute la commune est rebaptisée Borkheide

## Personnalités liées à l'arrondissement
- Samuel Friedrich Nathaniel Stein (1818-1885), entomologiste né à Niemegk.